# Ричардс, Ким
Ки́мберли «Ким» Ри́чардс (англ. Kimberly «Kim» Richards; род. 19 сентября 1964, Минеола, Нью-Йорк) — американская актриса и продюсер. Будучи ребёнком, Ричардс снялась в нескольких кинофильмах и телевизионных ситкомах, а с 2010 года выступает в реалити-шоу «Настоящие домохозяйки Беверли-Хиллз».

## Ранние годы

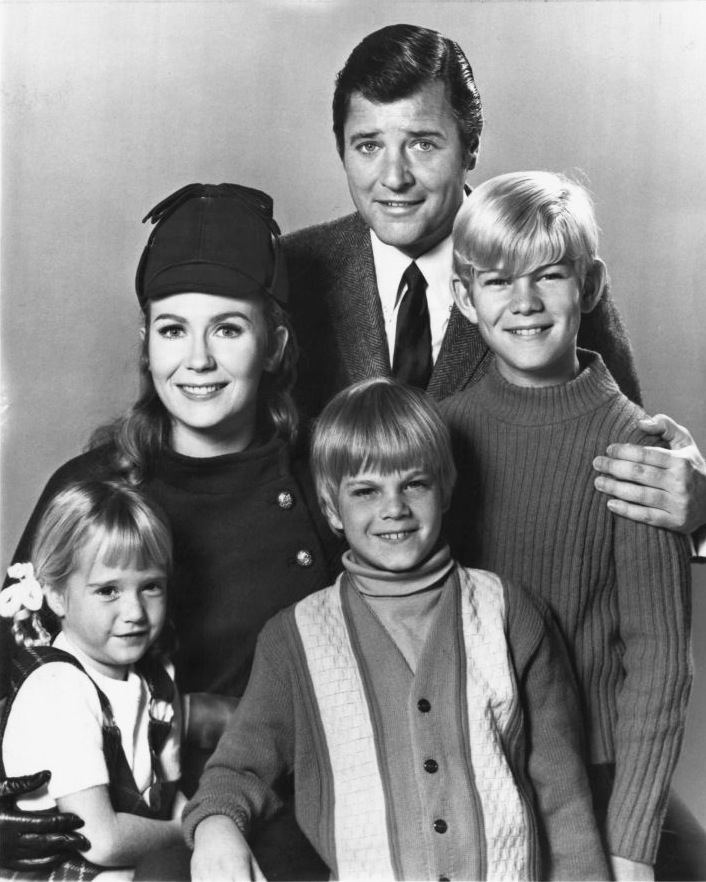
Основной состав сериала «Няня и профессор» (1970). Сверху по часовой стрелке: Ричард Лонг, Доремус, Дэвид, Трент Леман, Ким Ричардс и Джульет Миллс.

Ричардс родилась в Минеоле, штат Нью-Йорк, в семье Кеннета Э. Ричардса (1935—1998) и Шэрон Кэтлин Дуган (1938—2002), которые расстались в 1972 году. У неё есть младшая сестра — Кайл Ричардс (род. 1969), актриса. Также у Ричардс есть старшая сводная сестра от первого брака её матери с Лоренсом Аванцино (1935—1997) — Кэти Хилтон (род. 1959), также актриса. Бизнесвумен Пэрис Хилтон (род. 1981) и Ники Хилтон (род. 1983) — её племянницы, дочери её старшей сводной сестры Кэти.

## Карьера
Ричардс получила известность снимаясь с Джульет Миллс в ситкоме «Няня и профессор» (1970-71). Затем она снялась в ситкомах Here We Go Again (1973), James at 15 (1977-78) и Hello, Larry (1979-80), а также появлялась во многих других телешоу 1970-х. В 1980-х она безуспешно пыталась начать карьеру как ведущая актриса, снимаясь в таких фильмах как «Стенка на стенку» (1985). В итоге она покинула экраны и с тех пор появилась лишь в фильмах «Стон чёрной змеи» (2006) и «Ведьмина гора» (2009).
В 2010 году Ричардс вернулась в центр внимания как участница реалити-шоу «Настоящие домохозяйки Беверли-Хиллз», где выступает вместе со своей сестрой Кайл Ричардс. В 2015 году она появилась в эпизоде сериала «Месть», играя светскую львицу, а также в телефильме «Акулий торнадо 3», где сыграла служащую парка развлечений.

## Личная жизнь
В 1985—1988 года Ричардс была замужем за актёром, сценаристом и продюсером Джи Монти Бринсоном. В этом браке Ричардс родила своего первенца — дочь Брук Эшли Бринсон (род. 21.02.1986).
Второй брак Ричардс с Грегори Дэвисом также окончился разводом. В этом браке Ричардс родила своих второго и третьего детей — дочь Уитни Дэвис (род. 16.03.1990) и сына Чэда Дэвиса (род. 1991). Затем она состояла в фактическом браке с Джоном Джексоном. В этих отношениях Ричардс родила своего четвёртого ребёнка — дочь Кимберли Джексон (род. 1995).
В 2000-х и 2010-х годах Ричардс страдала от алкогольной зависимости и в 2011 году проходила курс лечения в реабилитационной клинике. В апреле 2015 года она оказалась в центре внимания прессы из-за пьянства на публике.

## Избранная фильмография
| Год  |   | Русское название | Оригинальное название | Роль    |
| ---- | - | ---------------- | --------------------- | ------- |
| 2015 | с | Месть            | Revenge               | Стефани |